# Stadtkreisgericht Kaunas

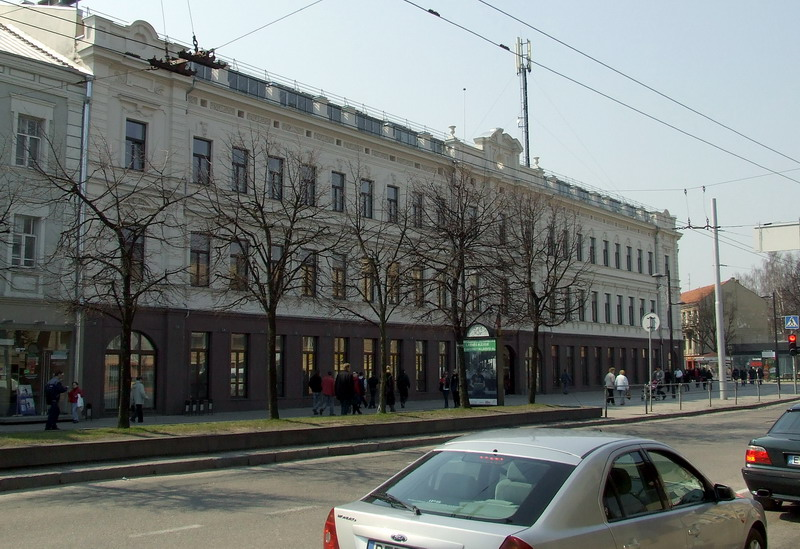
Stadtkreisgericht Kaunas

Das Stadtkreisgericht Kaunas (lit. Kauno miesto apylinkės teismas) war bis 2013 ein Stadtkreisgericht in Kaunas (Litauen), in der zweitgrößten Stadt der Republik. Die Adresse war Laisvės alėja 103, Kaunas, LT-44291.

## Richter
- Gerichtspräsident: Rimantas Sipavičius
- Stellvertreter: Gerutis Varanavičius und Edmundas Inokaitis.[1]